# Karl von Miltitz
Karl von Miltitz (c. 1490 – 20 de novembro de 1529) foi um núncio papal e um cônego na Catedral de Mainz.

## Biografia
Nasceu em Rabenau perto de Meißen e Dresden, a sua família era descendente da nobreza da saxônia. Estudou em Mainz, Trier, Colônia (1508-1510) e Bolonha (1510–?).
A sua herança saxônica ajudou-o junto à corte papal e de Frederico, o Sábio. Em 3 de setembro de 1518, o Papa Leão X decidiu conceder a Frederico a Rosa de Ouro da Virtude — um prêmio com os privilégios religiosos de atendimento a príncipes meritórios, com o objetivo de assegurar o apoio de Frederico o Sábio ao suprimir os ataques de Martinho Lutero sobre indulgências na Igreja.
Ele reuniu-se com Lutero em Altenburg, em 5 e 6 de janeiro de 1519, e negociou uma tentativa de solução para o conflito. Ele obteve de Lutero o compromisso de não falar mais sobre a questão das indulgências, prometendo ao seu lado também impor silêncio aos seus oponentes Johann Tetzel e Alberto de Brandemburgo. Como resultado desta conversa, Lutero escreveu ao papa uma carta que ele entrega a Miltitz.
As reuniões posteriores de Miltitz com Lutero em Liebenwerda (outubro de 1519) e em Lichtenburg, perto de Wittenberg (outubro de 1520), foram infrutíferas. Com as suas declarações no Debate de Leipzig , em 1519, e os três tratados À Nobreza Cristã da Nação alemã, Do Cativeiro Babilônico da Igreja e Da Liberdade Cristã, todos publicados em 1520, Lutero destruiu toda a esperança de uma reconciliação.
Miltitz investigou a conduta de Tetzel e o acusou de ter praticado inúmeras fraudes e apropriação indébita. Miltitz foi mais tarde desacreditado até o ponto onde suas reivindicações não possuem peso histórico.
De 1523 até a sua morte em 1529, Miltitz morou em Mainz e Meißen como um cânone da Catedral de Mainz. Ele se afogou acidentalmente no Rio Meno perto de Groß-Steinheim em 20 de novembro de 1529 e foi enterrado na Catedral de Mainz.